# Le Drennec
Le Drennec (tiếng Breton: An Dreneg) là một xã của tỉnh Finistère, thuộc vùng Bretagne, miền tây bắc Pháp.

## Dân số
Người dân ở Le Drennec được gọi là Drennecois.